# Ulica Jana Pawła II w Poznaniu
Ulica Jana Pawła II – jedna z głównych ulic w Poznaniu, przebiega przez osiedla Ostrów Tumski-Śródka-Zawady-Komandoria i Osiedla Rataje na obszarze dawnej dzielnicy administracyjnej Nowe Miasto. Ulica jest wspólnym fragmentem dla I ramy, II ramy komunikacyjnej oraz drogi wojewódzkiej nr 196. W latach 1985–2012 (otwarcie wschodniej obwodnicy miasta) stanowiła część drogi krajowej nr 5 oraz trasy europejskiej nr E261, jeszcze wcześniej była częścią drogi międzynarodowej E83.

## Historia
Początkowo tędy przebiegała droga łącząca osadę Święty Roch ze Śródką. Zwyczajowo nazywano ją Podwale. W 1959 roku ulicę przebudowana tworząc ciąg komunikacyjny pomiędzy Śródką a Rondem Rataje. Przydzielono również nową nazwę nadając patronat Ludwika Zamenhofa. Trasą przebiegała nowo wybudowana linia tramwajowa na Zawady. W 1997 roku dotychczasową ulicę Zamenhofa podzielono na dwie: Jana Pawła II (od Ronda Śródka do Ronda Rataje) oraz pozostawiono starą nazwę na odcinku od Ronda Rataje do Ronda Starołęka. Powodem tej zmiany był fakt przejazdu tym fragmentem ulicy Jana Pawła II z Błoni Wildeckich do katedry podczas pierwszego pobytu w Poznaniu 20 czerwca 1983.

## Charakterystyka i obiekty
Ulica jest na całej długości dwujezdniowa o niesymetrycznym podziale (2 pasy ruchu w stronę Rataj, 3 pasy ruchu w stronę Śródki) oraz ma wydzielone torowisko tramwajowe. Pod ulicą jest zlokalizowana Śluza Cybińska - element hydrotechniczny Twierdzy Poznań, przez którą przepływa rzeka Cybina.

## Komunikacja miejska
Ulicą kursują linie tramwajowe oraz autobusowe obsługiwane na zlecenie ZTM Poznań.
- Linie tramwajowe dzienne[6][7]
  -  5 Górczyn PKM ↔ Zawady (na odcinku Rondo Śródka – Kórnicka)
  -  6 Miłostowo ↔ Budziszyńska
  -  7 Połabska ↔ Ogrody
  -  13 Junikowo ↔ Starołęka PKM (na odcinku Rondo Rataje – Kórnicka)
  -  17 Górczyn PKM ↔ Starołęka PKM (na odcinku Rondo Śródka – Kórnicka)
  -  18 Ogrody ↔ Franowo (na odcinku Rondo Rataje – Kórnicka)

- Linie autobusowe dzienne[7]
  -  157 Rondo Śródka ↔ Mogileńska
  -  184 Rondo Rataje ↔ Termy Maltańskie (↔ Nowe Zoo)[a]

- Linie autobusowe nocne[8]
  -  211 Garbary PKM ↔ Starołęka PKM (na odc. Rondo Rataje – Kórnicka)[b]
  -  220 Garbary PKM → Spławie → Krzesiny → Garbary PKM (na odc. Rondo Rataje – Kórnicka)[c]
  -  221 Garbary PKM ↔ Sypniewo (na odc. Rondo Rataje – Kórnicka)
  -  227 Rondo Rataje ↔ Koziegłowy/Os. Leśne[d]